# Yohan Blake
Yohan Blake (ur. 26 grudnia 1989 w Saint James) – jamajski lekkoatleta, specjalizujący się w biegach sprinterskich.
Czterokrotny medalista igrzysk olimpijskich oraz dwukrotny złoty medalista mistrzostw świata. Rekordzista Jamajki juniorów w biegu na 100 metrów (10,11 w 2007). Rekord życiowy Blake w biegu na dystansie 100 metrów – 9,69 – jest ex aequo drugim najlepszym rezultatem w historii światowej lekkoatletyki po wyniku Usaina Bolta (9,58), na równi z wynikiem Tysona Gaya (9,69). Dystans 200 metrów szybciej niż Blake (19,26) przebiegł jedynie Usain Bolt (19,19). Sprinter był członkiem jamajskiej sztafety 4 x 100 metrów, która w 2012 ustanowiła rekord świata w biegu rozstawnym. Zdobywał medale mistrzostw swojego kraju. Jego trenerem jest Glen Mills.

## Kariera

### Początki
Po zdobyciu medalu mistrzostw Jamajki w gronie kadetów w roku 2005 wystartował na mistrzostwach świata juniorów młodszych – w Marrakeszu zajął siódmą lokatę w biegu na 100 metrów oraz odpadł w eliminacjach sztafety szwedzkiej (9. miejsce w eliminacjach, Jamajczykom do awansu brakowało 0,06 sekundy). W kolejnym sezonie zdobywał medale na dwóch imprezach międzynarodowych – stawał na podium Carifta Games w Les Abymes oraz zdobył dwa medale (złoto w sztafecie i brąz indywidualnie) na rozegranych w Pekinie mistrzostwach świata juniorów.
7 kwietnia 2007 w Providenciales z wynikiem 10,11 ustanowił nowy rekord Jamajki juniorów w biegu na 100 metrów. Trzy miesiące później zdobył srebrny medal mistrzostw panamerykańskich juniorów przegrywając w São Paulo z Kestonem Bledmanem z Trynidadu i Tobago.
W roku 2008 wywalczył awans do reprezentacji Jamajki na mistrzostwa świata juniorów, które odbywały się w Polsce. W czasie zawodów w Bydgoszczy Jamajczyk zajął czwartą lokatę w biegu na 100 metrów oraz zdobył wraz z Oshanem Baileyem, Dexterem Lee oraz Nickelem Ashmededem srebrny medal w biegu sztafetowym 4 × 100 metrów.

### 2009–2010
Testy antydopingowe przeprowadzone podczas mistrzostw Jamajki, 28 czerwca 2009, wykazały obecność niedozwolonych środków. W związku z tym anulowano rezultaty Blake’a z mistrzostw kraju oraz kilku jego późniejszych startów, ostatecznie nałożono na niego karę tylko 3 miesięcznej dyskwalifikacji na skutek pomyłki, gdyż jak później się okazało wspomagacz jaki u niego wykryto nie był na liście zakazanych substancji przez WADA (14 września – 13 grudnia 2009).
W sezonie 2010 wygrał na początku mityng w Spanish Town uzyskując na nim wynik 10,20 w biegu na 100 metrów. 12 czerwca w Nowym Jorku przebiegł 100 metrów w 9,91 (przy zbyt silnym wietrze). Przy regulaminowych warunkach 8 lipca w Lozannie i 16 lipca w Paryżu ponownie pokonał 100 metrów w czasie poniżej 10 sekund. 22 lipca na mityngu Herculis 2010 w Monako pierwszy raz w karierze przebiegł 200 metrów w czasie poniżej 20 sekund uzyskując rezultat 19,85.

### 2011
W pierwszym starcie w sezonie podczas mityngu Jamaica International Invitational 2011 w Kingston (7 maja) wygrał bieg na 100 metrów w czasie 9,80 – rezultat ten uzyskał jednak przy zbyt sprzyjającym wietrze, którego siła przekraczała 2,0 m/s. Ponad miesiąc później w czasie mistrzostw Jamajki zajął drugie miejsce z czasem 10,09 drugie miejsce. W półfinale mistrzostw świata, 28 sierpnia, jako jedyny ze startujących uzyskał wynik poniżej 10 sekund. W finale rywalizacji sprinterów, która miała miejsce tego samego dnia, zdobył złoty medal po tym jak faworyt konkurencji Usain Bolt popełnił falstart – Blake ponownie był jednym zawodnikiem, który uzyskał wynik poniżej 10 sekund oraz został drugim w historii jamajskiej lekkoatletyki mistrzem globu w biegu na 100 metrów. Ostatniego dnia mistrzostw Blake oraz jego koledzy z reprezentacji Nesta Carter, Michael Frater i Usain Bolt ustanowili nowy rekord świata w biegu rozstawnym 4 × 100 metrów wynikiem 37,04. Po mistrzostwach w Korei Południowej wygrał dwa biegi na 100 metrów uzyskując dwukrotnie wynik 9,82 podczas mityngów w Zurychu (8 września) i Berlinie (11 września). 16 września podczas memoriału Van Damme w Brukseli przebiegł dystans 200 metrów w czasie 19,26 – to drugi najlepszy wynik w historii światowej lekkoatletyki. Reakcja startowa Jamajczyka wynosiła 0,269 sekundy, przy lepszym wyjściu z bloków mógłby on ustanowić rekord świata w tej konkurencji.

### 2012
W pierwszym występie w sezonie 2012, na mityngu w Kingston 11 lutego, Blake ustanowił nowy rekord życiowy w biegu na 400 metrów – 46,49. Na dystansie 200 metrów zainaugurował sezon 5 maja na mityngu Jamaica International Invitational 2012 uzyskując czas 19,81. Podczas igrzysk olimpijskich w Londynie zdobył srebrne medale w biegu na 100 metrów, czasem 9,75 wyrównując swój rekord życiowy, oraz w biegu na 200 metrów. Sztafeta Jamajki z Blakiem w składzie ostatniego dnia igrzysk w Londynie czasem 36,84 ustanowiła rekord świata w biegu rozstawnym 4 × 100 metrów. Podczas mitingu w Lozannie osiągnął rezultat 9,69, który jest drugim wynikiem w historii na tym dystansie.

### 2013
Z powodu kontuzji nie wziął udziału w mistrzostwach świata w Moskwie, gdzie miał bronić złotego medalu w biegu na 100 metrów.

### 2014-2015
Blake rozpoczął sezon od startu w Manchesterze podczas Great City Games, gdzie ustanowił swój rekord życiowy z czasem 14,71 na nietypowym dystansie 150 metrów co jest piątym wynikiem w historii tego typu biegów. Wystąpił także podczas World Relays w Nassau, gdzie z Blakiem na ostatniej zmianie Jamajka ustanowiła rekord świata w Sztafecie 4 × 200 metrów z czasem 1:18,63. Podczas mityngu Diamentowej Ligi w Glasgow wystartował na dystansie 100 metrów gdzie stawiany był w roli faworyta, lecz po przebiegnięciu połowy dystansu wyraźnie zwolnił i runął na ziemię nie kończąc tym samym biegu, bieżnie opuścił na wózku z pomocą lekarzy i fizjoterapeutów. Po wykonaniu wnikliwych badań okazało się, że zerwał on ścięgno udowe które oderwało się od kości i koniecznie będzie przeprowadzenie operacji, tym samym zakończył nie tylko sezon 2014, lecz także pogrzebało to szansę na występ w Mistrzostwach Świata w Pekinie 2015.

### 2016
Blake wrócił na Igrzyska Olimpijskie w Rio de Janeiro, dotarł w nich do finału biegu na 100m w którym zajął 4 miejsce z czasem 9.93, kilka dni później zdobył złoto w sztafecie 4x100m na czele z Usainem Boltem. 

## Osiągnięcia

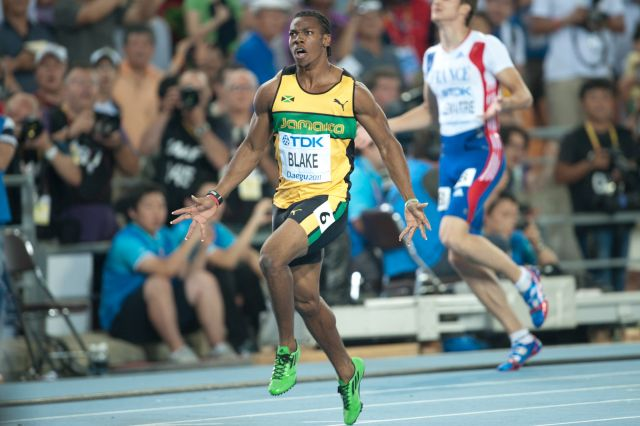
Yohan Blake na mecie biegu na 100 metrów podczas mistrzostw świata w Daegu

| Rok  | Impreza                                           | Miejsce        | Konkurencja        | Pozycja    | Wynik   |
| ---- | ------------------------------------------------- | -------------- | ------------------ | ---------- | ------- |
| 2005 | Mistrzostwa świata juniorów młodszych             | Marrakesz      | bieg na 100 m      | 7. miejsce | 10,65   |
| 2005 | Mistrzostwa świata juniorów młodszych             | Marrakesz      | sztafeta szwedzka  | eliminacje | 1:54,47 |
| 2006 | Mistrzostwa Ameryki Środkowej i Karaibów juniorów | Port-of-Spain  | bieg na 100 m      | 1. miejsce | 10,33   |
| 2006 | Mistrzostwa Ameryki Środkowej i Karaibów juniorów | Port-of-Spain  | bieg na 200 m      | 1. miejsce | 21,02   |
| 2006 | Mistrzostwa Ameryki Środkowej i Karaibów juniorów | Port-of-Spain  | sztafeta 4 × 100 m | 1. miejsce | 40,49   |
| 2006 | Mistrzostwa świata juniorów                       | Pekin          | bieg na 100 m      | 3. miejsce | 10,42   |
| 2006 | Mistrzostwa świata juniorów                       | Pekin          | sztafeta 4 × 100 m | 1. miejsce | 39,05   |
| 2007 | Mistrzostwa panamerykańskie juniorów              | São Paulo      | bieg na 100 m      | 2. miejsce | 10,34   |
| 2007 | Mistrzostwa panamerykańskie juniorów              | São Paulo      | sztafeta 4 × 100 m | –          | DNF     |
| 2007 | Mistrzostwa panamerykańskie juniorów              | São Paulo      | sztafeta 4 × 400 m | 3. miejsce | 3:06,17 |
| 2008 | Mistrzostwa świata juniorów                       | Bydgoszcz      | bieg na 100 m      | 4. miejsce | 10,51   |
| 2008 | Mistrzostwa świata juniorów                       | Bydgoszcz      | sztafeta 4 × 100 m | 2. miejsce | 39,25   |
| 2011 | Mistrzostwa świata                                | Daegu          | bieg na 100 m      | 1. miejsce | 9,92    |
| 2011 | Mistrzostwa świata                                | Daegu          | sztafeta 4 × 100 m | 1. miejsce | 37,04   |
| 2012 | Igrzyska olimpijskie                              | Londyn         | bieg na 100 m      | 2. miejsce | 9,75    |
| 2012 | Igrzyska olimpijskie                              | Londyn         | bieg na 200 m      | 2. miejsce | 19,44   |
| 2012 | Igrzyska olimpijskie                              | Londyn         | sztafeta 4 × 100 m | 1. miejsce | 36,84   |
| 2014 | IAAF World Relays                                 | Nassau         | sztafeta 4 × 100 m | 1. miejsce | 37,77   |
| 2014 | IAAF World Relays                                 | Nassau         | sztafeta 4 × 200 m | 1. miejsce | 1:18,63 |
| 2016 | Igrzyska olimpijskie                              | Rio de Janeiro | bieg na 100 m      | 4. miejsce | 9,93    |
| 2016 | Igrzyska olimpijskie                              | Rio de Janeiro | bieg na 200 m      | półfinał   | 20,37   |
| 2016 | Igrzyska olimpijskie                              | Rio de Janeiro | sztafeta 4 × 100 m | 1. miejsce | 37,27   |
| 2017 | IAAF World Relays                                 | Nassau         | sztafeta 4 × 200 m | 3. miejsce | 1:21,09 |
| 2017 | Mistrzostwa świata                                | Londyn         | bieg na 100 m      | 4. miejsce | 9,99    |
| 2017 | Mistrzostwa świata                                | Londyn         | bieg na 200 m      | półfinał   | 20,52   |
| 2017 | Mistrzostwa świata                                | Londyn         | sztafeta 4 × 100 m | –          | DNF     |
| 2018 | Puchar Interkontynentalny                         | Ostrawa        | bieg na 100 m      | 8. miejsce | 11,99   |
| 2018 | Puchar Interkontynentalny                         | Ostrawa        | sztafeta 4 × 100 m | 1. miejsce | 38,05   |
| 2019 | Mistrzostwa świata                                | Doha           | bieg na 100 m      | 5. miejsce | 9,97    |
| 2019 | Mistrzostwa świata                                | Doha           | bieg na 200 m      | półfinał   | 20,37   |
| 2019 | Mistrzostwa świata                                | Doha           | sztafeta 4 × 100 m | eliminacje | 38,15   |
| 2021 | Igrzyska olimpijskie                              | Tokio          | bieg na 100 m      | półfinał   | 10,14   |
| 2021 | Igrzyska olimpijskie                              | Tokio          | sztafeta 4 × 100 m | 4. miejsce | 37,84   |
| 2022 | Mistrzostwa świata                                | Eugene         | bieg na 100 m      | półfinał   | 10,12   |
| 2022 | Mistrzostwa świata                                | Eugene         | bieg na 200 m      | półfinał   | DNS     |
| 2022 | Mistrzostwa świata                                | Eugene         | sztafeta 4 × 100 m | 4. miejsce | 38,06   |
| 2025 | World Athletics Relays                            | Kanton         | sztafeta 4 × 100 m | repasaże   | DNF     |

## Rekordy życiowe
| Konkurencja        | Rezultat | Data                  | Miejsce  | Zawody             | Uwagi                                          |
| ------------------ | -------- | --------------------- | -------- | ------------------ | ---------------------------------------------- |
| Bieg na 100 metrów | 9,69     | 23 sierpnia 2012(dts) | Lozanna  | Athletissima 2012  | drugi wynik w historii światowej lekkoatletyki |
| Bieg na 200 metrów | 19,26    | 16 września 2011(dts) | Bruksela | Memorial Van Damme | drugi wynik w historii światowej lekkoatletyki |

## Najlepsze rezultaty według sezonów

### 100m
| Rok  | Wynik | Miejsce        | Data       |
| ---- | ----- | -------------- | ---------- |
| 2005 | 10,56 | Marrakesz      | 13/06/2005 |
| 2006 | 10,33 | Port-of-Spain  | 14/07/2006 |
| 2007 | 10,11 | Providenciales | 07/04/2007 |
| 2008 | 10,27 | Kingston       | 12/03/2008 |
| 2009 | 10,07 | Kingston       | 02/05/2009 |
| 2010 | 9,89  | Londyn         | 13/08/2010 |
| 2011 | 9,82  | Zurych         | 08/09/2011 |
| 2012 | 9,69  | Lozanna        | 23/08/2012 |
| 2013 |       |                |            |
| 2014 | 10,02 | Kingston       | 07/06/2014 |
| 2015 | 10,12 | Dublin         | 24/07/2015 |
| 2016 | 9,93  | Rio de Janeiro | 14/08/2016 |
| 2017 | 9,90  | Kingston       | 23/06/2017 |
| 2018 | 9,94  | Bruksela       | 31/08/2018 |
| 2019 | 9,96  | Kingston       | 21/06/2019 |
| 2020 | 10,15 | Kingston       | 22/08/2020 |
| 2021 | 9,95  | Marietta       | 09/07/2021 |
| 2022 | 9,85  | Kingston       | 24/06/2022 |
| 2023 | 10,01 | Chorzów        | 16/07/2023 |
| 2024 | 10,16 | Eisenstadt     | 22/05/2024 |